# Kvadratisk borg
En kvadratisk borg er en type borg, der er karakteriseret ved bygningsrækker, som er integreret med ringmuren, og som omslutter en central borggård eller kvadrant, typisk med hjørnetårne. Der er ikke noget keep og ofte heller ikke noget særskilt porttårn. Den kvadratiske form stammer primært fra midten til slutningen af 1300-tallet og markerer overgangen fra defensivt orienterede til mere boligprægede stormandshuse. De fire vægge kaldes også fløje.
Kvadratiske borge viser typisk en sofistikeret og kompleks tilgang til planlægningen af de indre sociale rum. Der findes mange kvadratiske borge i Storbritannien, for eksempel: Bodiam Castle i East Sussex og Bolton Castle i Yorkshire.
De 27 kvadratiske borge, som John Rickard har identificeret som værende opført i England, udgør cirka 10 % af de borge , der blev bygget i landet mellem 1272 og 1422. Der blev ikke bygget nogen borge af denne type i Wales.
Et af de tidligste kvadrangulære borge i Tyskland er Neuleiningen, hvor betydelige ruiner stadig eksisterer.

## Kvadratiske borge i Storbritannien
| Navn                       | Placering                | Koordinater                                   | Opført    | Opført til                                                                                  | Designet af              | Heritage status                              | Billede |
| -------------------------- | ------------------------ | --------------------------------------------- | --------- | ------------------------------------------------------------------------------------------- | ------------------------ | -------------------------------------------- | ------- |
| Beverston Castle           | Cotswold                 | 51°38′39″N 2°12′05″V / 51.6442°N 2.20139°V    | 1225      | Maurice de Gaunt Thomas de Berkeley, 3. Baron Berkeley                                      | Ukendt/anonym            | Grade I listed building scheduled monument   |         |
| Bodiam Castle              | East Sussex              | 51°00′08″N 0°32′37″Ø / 51.00226°N 0.54353°Ø   | 1385      | Edward Dalyngrigge                                                                          | Ukendt/anonym            | Grade I listed building scheduled monument   |         |
| Bolton Castle              | North Yorkshire          | 54°19′20″N 1°57′00″V / 54.3221°N 1.94991°V    | 1379      | Richard le Scrope, 1. Baron Scrope of Bolton                                                | John Lewyn               | Grade I listed building scheduled monument   |         |
| Caverswall Castle          | Staffordshire Moorlands  | 52°58′57″N 2°04′29″V / 52.9826°N 2.0746°V     | 1275      | William de Caverswall                                                                       | Ukendt/anonym            | Grade I listed building                      |         |
| Cawood Castle              | North Yorkshire          | 53°49′53″N 1°07′40″V / 53.8313°N 1.1278°V     | 1378      | John Kemp                                                                                   | Ukendt/anonym            | Grade I listed building scheduled monument   |         |
| Chideock Castle            | Dorset                   | 50°44′03″N 2°49′06″V / 50.7343°N 2.81825°V    | 1370s     | Sir John Chideock                                                                           | Ukendt/anonym            | scheduled monument                           |         |
| Chillingham Castle         | Northumberland           | 55°31′34″N 1°54′18″V / 55.526°N 1.905°V       | 1344      | Sir Thomas Heton                                                                            | Ukendt/anonym            | Grade I listed building                      |         |
| Cooling Castle             | Medway                   | 51°27′20″N 0°31′22″Ø / 51.4555°N 0.522732°Ø   | 1380s     | John de Cobham, 3. Baron Cobham                                                             | Henry Yevele             | Grade I listed building scheduled monument   |         |
| Danby Castle               | North Yorkshire          | 54°27′20″N 0°53′43″V / 54.4555°N 0.895197°V   | 1302      | William Latimer, 1. Lord Latimer                                                            | Ukendt/anonym            | Grade I listed building scheduled monument   |         |
| Farleigh Hungerford Castle | Somerset                 | 51°19′03″N 2°17′13″V / 51.3174°N 2.2869°V     | 1383      | Thomas Hungerford                                                                           | Ukendt/anonym            | Grade I listed building scheduled monument   |         |
| Ford Castle                | Northumberland           | 55°37′53″N 2°05′25″V / 55.6314°N 2.09025°V    | 1338      | Sir William Heron                                                                           | Ukendt/anonym            | Grade I listed building                      |         |
| Fyvie Castle               | Aberdeenshire            | 57°26′36″N 2°23′42″V / 57.4433°N 2.3949°V     | 1300'erne | Ukendt/anonym                                                                               | Ukendt/anonym            | category A listed building                   |         |
| Greys Court                | South Oxfordshire        | 51°32′42″N 0°57′22″V / 51.545°N 0.956164°V    | 1348      | John de Grey, 1. Baron Grey de Rotherfield Francis Knollys, 1. Viscount Knollys Baron Lovel | Ukendt/anonym            | Grade I listed building scheduled monument   |         |
| Greystoke Castle           | Westmorland and Furness  | 54°40′12″N 2°52′37″V / 54.66998°N 2.87705°V   | 1353      | William de Greystoke, 2. Baron Greystoke                                                    | Ukendt/anonym            | Grade II* listed building                    |         |
| Hartley Castle             | Westmorland and Furness  | 54°28′09″N 2°20′12″V / 54.4691°N 2.33655°V    | 1353      | Thomas de Musgrave Sir Richard Musgrave, 1. Baronet                                         | Ukendt/anonym            | scheduled monument Grade II listed building  |         |
| Hemyock Castle             | Mid Devon                | 50°54′45″N 3°13′54″V / 50.9125°N 3.23156°V    | 1380      | Margaret and William Asthorpe                                                               | Ukendt/anonym            | scheduled monument Grade II* listed building |         |
| Hever Castle               | Hever                    | 51°11′13″N 0°06′50″Ø / 51.186944°N 0.113889°Ø | 1271      | William de Hever                                                                            | Ukendt/anonym            | Grade I listed building                      |         |
| Inverlochy Castle          | Highland                 | 56°49′57″N 5°04′52″V / 56.8326°N 5.081°V      | 1270s     | Clan Cumming                                                                                | Ukendt/anonym            | category B listed building                   |         |
| Lumley Castle              | County Durham            | 54°51′17″N 1°33′11″V / 54.8547°N 1.55293°V    | 1389      | Ralph de Lumley, 1. Baron Lumley                                                            | John Lewyn John Vanbrugh | Grade I listed building                      |         |
| Maxstoke Castle            | Warwickshire             | 52°29′58″N 1°40′18″V / 52.4994°N 1.67167°V    | 1345      | William de Clinton, 1. jarl af Huntingdon                                                   | Ukendt/anonym            | Grade I listed building scheduled monument   |         |
| Moor End Castle            | Northamptonshire         | 52°05′42″N 0°54′01″V / 52.0949°N 0.900155°V   | 1347      | Edvard 3. af England Thomas de Ferrers                                                      | Ukendt/anonym            | scheduled monument                           |         |
| Raby Castle                | County Durham            | 54°35′27″N 1°48′06″V / 54.59092°N 1.80175°V   | 1378      | House of Neville                                                                            | John Lewyn               | Grade I listed building                      |         |
| Ravensworth Castle         | Tyne and Wear            | 54°55′34″N 1°38′18″V / 54.9262°N 1.6384°V     | 1350s     | Marmaduke Lumley                                                                            | Ukendt/anonym            | Grade II* listed building scheduled monument |         |
| Sheriff Hutton Castle      | North Yorkshire          | 54°05′17″N 1°00′19″V / 54.0881°N 1.00519°V    | 1382      | John Neville, 3. Baron Neville de Raby                                                      | John Lewyn               | Grade II* listed building scheduled monument |         |
| Shirburn Castle            | South Oxfordshire        | 51°39′27″N 0°59′38″V / 51.6576°N 0.9938°V     | 1377      | Warin de Lisle                                                                              | Henry Yevele             | Grade I listed building                      |         |
| Somerton Castle            | North Kesteven           | 53°07′03″N 0°34′34″V / 53.1174°N 0.57616°V    | 1281      | Antony Bek                                                                                  | Ukendt/anonym            | Grade I listed building scheduled monument   |         |
| Starborough Castle         | Surrey                   | 51°10′42″N 0°02′19″Ø / 51.1783°N 0.0386396°Ø  | 1341      | Reginald de Cobham, 1. Baron Cobham                                                         | Ukendt/anonym            | scheduled monument Grade II* listed building |         |
| Sudeley Castle             | Gloucestershire          | 51°33′54″N 1°34′20″V / 51.5650°N 1.5722°V     | 1443      | Ralph Boteler, 1. Baron Sudeley                                                             | Ukendt/anonym            | Grade I listed building                      |         |
| Westenhanger Castle        | Kent Shepway             | 51°05′40″N 1°01′53″Ø / 51.0944°N 1.03144°Ø    | 1343      | John de Criol Edward Poynings                                                               | Ukendt/anonym            | scheduled monument Grade I listed building   |         |
| Wingfield Castle           | Mid Suffolk              | 52°20′52″N 1°15′41″Ø / 52.3479°N 1.2614°Ø     | 1384      | Michael de la Pole, 1. jarl af Suffolk                                                      | Ukendt/anonym            | Grade I listed building                      |         |
| Woodcroft Castle           | Cambridgeshire           | 52°37′35″N 0°19′02″V / 52.6263°N 0.3172°V     | 1280      | Ukendt/anonym                                                                               | Ukendt/anonym            | Grade II* listed building                    |         |
| Woodsford Castle           | Dorset                   | 50°42′45″N 2°20′38″V / 50.7126°N 2.34389°V    | 1336      | William de Whitefield Guy de Bryan, 1. Baron Bryan                                          | Ukendt/anonym            | Grade I listed building                      |         |
| Wressle Castle             | East Riding of Yorkshire | 53°46′32″N 0°55′45″V / 53.7755°N 0.929291°V   | 1390'erne | Thomas Percy, 1. jarl af Worcester Henry Percy, 5. jarl af Northumberland                   | John Lewyn               | Grade I listed building scheduled monument   |         |